# Кео
Кео (*тай. พญาแก้ว; 1480 — 1525) — 11-й володар держави Ланна у 1495—1525 роках. Відомий також як Пхая Кео та Муангкео.

## Життєпис
Син володаря Йотчіанграя та Нанг Понгной. Народився 1480 року, отримавши титул чаорат чатчабута (спадкового принц) й ім'я Kao Пхута Тхіпаті. 1495 року під тиском знаті його батько зрікся трону на користь Кео.
Невдовзі відновив війну проти Аюттхаї, маючи на меті захопити землі Сукхотаї. У 1507 році він зазнав поразки, але не припинив спроби. Розпочалася низка військових кампаній, і Као зміг до 1513 року розширити територію Ланна на південь до Кампхенг Пхет і Чалянг.
У 1515 році Раматхібоді II, володар Аюттхаї, перейшов у наступ, захопивши важливе місто Лампанг, але Кео зміг невдовзі повернути його. Подальші бої не призвели до успіху дожної із сторін, наслідком чого стало укладання мирного договору, який зберіг статус-кво.
Кео з цього часу займався розбудовою міст та внутрішньою політикою. У 1516 році наказав побудувати цегляну стіну навколо Лампхуна, трохи пізніше він побудував внутрішню стіну навколо Чіангмая і взявся за знесення старого палацу Тілокарату над міським ровом на розі Сіпхума. Між 1520 і 1521 роками були побудовані нові урядові будівлі.

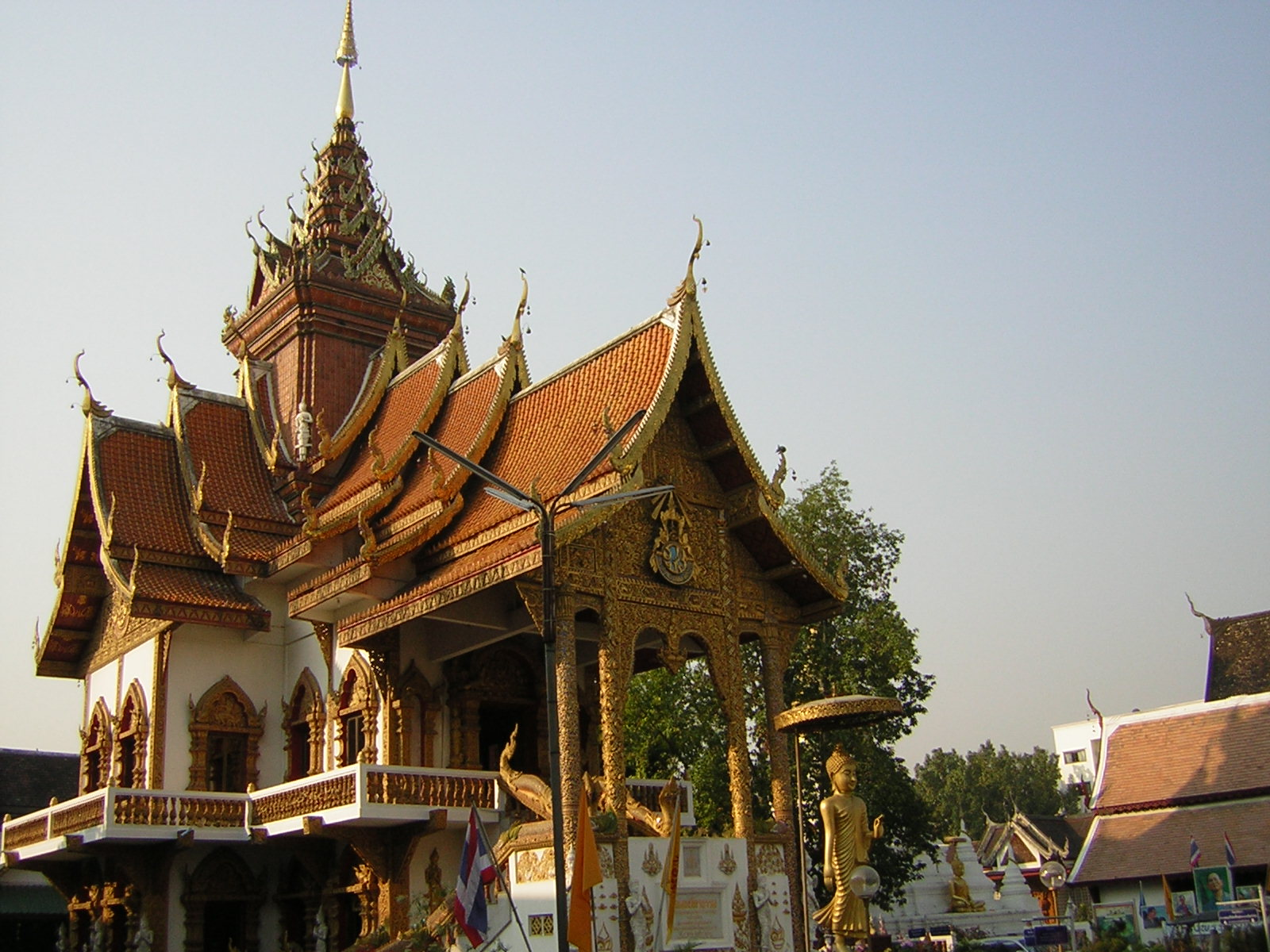
Ват Буппхарам

Продовжив підтримку буддизму. Багато стел розповідають про його будівництво та перебудови храмів. За це Кео дарував рабів і землю. Щороку він надавав дарунки храму Ват Пхра Тхат Харіпхунчай у столиці. Також наказав побудувати храми Ват Буппхарам і Ват Сісупхан у 1496 і 1500 роках відповідно. Ченців заохочували вивчати та писати твори мовою палі. Као також організував для членів з правлячої династії вивчення буддійської літератури в храмовій школі.
1523 року відправив вояків на підкорення шанського князівства Кентунг, але Ланна зазнала ніщивної поразки, втративши значну частину з 20-тисячного війська. Серед них, багато представників знаті та намісників провінцій. Кео наказав стратити верховного головнокомандувача. Все це разом значно послабило військову та політичну потугу Ланна. До цього додалася потужна повінь 1524 року, в якій загинуло багато людей.
Помер Кео у 1525 році. Йому спадкував брат Кет Четтхарат.